# Alien (canción)
«Alien» es una canción interpretada por la cantante estadounidense Britney Spears. Extraída de su octavo álbum de estudio Britney Jean (2013). La pista fue escrita por Britney Spears, William Orbit, Dan Traynor, Ana Diaz y Anthony Preston, mientras que su producción estuvo liderada por Orbit. Musicalmente, «Alien» es una canción dance pop con influencias al EDM. Críticos como Elysa Gardner de USA Today la catalogaron como la mejor canción de Britney Jean.

## Antecedentes
En mayo de 2013, el productor William Orbit anunció estaba trabajando en el estudio con Spears. Tras el anuncio del lanzamiento en septiembre, se anunció que el álbum estaría bajo el nombre Britney Jean y la cantante describió que «Alien» era: «realmente genial». Tras varios rumores, los medios especularon que la canción consistía en un dúo entre Spears y la cantautora Lady Gaga, ya que había surgido un tuit  oficial que trataba de simular lo anterior. El 22 de diciembre de 2013, Spears anunció a través de su documental transmitido por E! titulado I Am Britney Jean que «Alien» probablemente sería lanzado como sencillo de Britney Jean en 2014.

## Presentaciones en vivo
Spears interpretó «Alien» en su residencia de conciertos Britney: Piece of Me en Las Vegas en algunas fechas. La presentación de la pista causó varias críticas negativas por parte de los medios hacia el uso de playback o sincronización de labios.

## Posicionamiento en las listas

### Semanales
| América del Norte |                                |     |        |
| Estados Unidos    | Bubbling Under Hot 100 Singles | 8   | [ 9 ]  |
| Europa            |                                |     |        |
| Francia           | Top 200 canciones              | 147 | [ 10 ] |